# Acoplamiento inercial
En aeronáutica, acoplamiento inercial, también denominado acoplamiento por inercia y acoplamiento inercial de balanceo, es un fenómeno potencialmente catastrófico del vuelo a alta velocidad en una aeronave larga y delgada, en el que una rotación intencionada de la aeronave alrededor de un eje impide que el diseño de la aeronave inhiba otras rotaciones no intencionadas. El problema se hizo evidente en la década de 1950, cuando se desarrollaron los primeros aviones de combate y aviones de investigación supersónicos con envergadura estrecha, y provocó la pérdida de aviones y pilotos antes de que se comprendieran las características de diseño para contrarrestarlo (por ejemplo, una aleta lo suficientemente grande).
El término acoplamiento inercial ha sido criticado por ser engañoso, ya que el fenómeno no es únicamente una inestabilidad del movimiento inercial, como el Teorema del eje intermedio. En cambio, el fenómeno se produce porque las fuerzas aerodinámicas reaccionan demasiado lentamente para seguir la orientación de una aeronave.  A bajas velocidades y en aire denso, las fuerzas aerodinámicas igualan la velocidad de traslación de la aeronave con la orientación, evitando el peligroso régimen dinámico. Pero a altas velocidades o en aire enrarecido, el ala y la cola de la aeronave pueden no generar suficientes fuerzas y momentos para estabilizar la aeronave.

## Descripción
El acoplamiento por inercia tiende a producirse en aeronaves con un fuselaje esbelto, es decir largo y delgado y de alta densidad. Un modelo mental sencillo, pero preciso, que describe la distribución de la masa de la aeronave es un rombo de masas puntuales: una masa grande en la parte delantera y trasera, y una pequeña en cada ala. El tensor de inercia que genera esta distribución tiene un componente de guiñada grande y componentes alabeo y balanceo pequeños, siendo el componente de alabeo ligeramente mayor.
Las ecuaciones de Euler rigen la rotación de una aeronave. Cuando ωr, la velocidad angular de balanceo, es controlada por la aeronave, las demás rotaciones deben satisfacer las ecuaciones 
{\displaystyle {\begin{aligned}I_{\text{y}}{\dot {\omega _{\text{y}}}}&=(I_{\text{p}}-I_{\text{r}})\omega _{\text{r}}\omega _{\text{p}}+T_{y}\\I_{\text{p}}{\dot {\omega _{\text{p}}}}&=-(I_{\text{y}}-I_{\text{r}})\omega _{\text{r}}\omega _{\text{y}}+T_{p}\end{aligned}}}
donde y, p y r indican el desvío, la inclinación y el balanceo; I es el momento de inercia a lo largo de un eje; T es el par externo de las fuerzas aerodinámicas a lo largo de un eje; y los puntos indican derivadas con respecto al tiempo. Cuando no hay fuerzas aerodinámicas, este sistema de 2 variables es la ecuación de un movimiento armónico simple con frecuencia (1-IrIp)(1-IrIy)ω2
r: un transbordador espacial en movimiento sufrirá naturalmente pequeñas oscilaciones en el cabeceo y el guiñada.[cita requerida]¿porqué naturalmente?
Por el contrario, cuando la nave no gira en absoluto (ωr=0), los únicos términos en el lado derecho son los pares aerodinámicos, que son, en ángulos pequeños, proporcionales a la orientación angular θ de la aeronave con respecto al aire flujo libre. Es decir: existen constantes naturales k tales que una aeronave que se despliega experimenta unos momentos de inercia:
{\displaystyle {\begin{aligned}I_{\text{y}}{\dot {\omega _{\text{y}}}}&=T_{y}=-k_{\text{y}}I_{\text{y}}\theta _{\text{y}}\\I_{\text{p}}{\dot {\omega _{\text{p}}}}&=T_{p}=-k_{\text{p}}I_{\text{p}}\theta _{\text{p}}\end{aligned}}}
En el caso completo de un avión en movimiento, la relación entre la orientación y la velocidad angular no es del todo clara, ya que el avión es un sistema de referencia en rotación. El balanceo intercambia inherentemente el guiñada por el cabeceo y viceversa: 
{\displaystyle {\begin{aligned}{\dot {\theta _{\text{y}}}}&=\omega _{\text{y}}+\omega _{\text{r}}\theta _{\text{p}}\\{\dot {\theta _{\text{p}}}}&=\omega _{\text{p}}-\omega _{\text{r}}\theta _{\text{y}}\end{aligned}}}